# DHK Latgale
DHK Latgale – łotewski klub hokeja na lodzie z siedzibą w Dyneburgu.
Drużyna występowała w ekstralidze łotewskiej, a ponadto w sezonie 2008/2009 w ekstralidze białoruskiej.
Nazwa klubu Latgale oznacza w języku polskim Łatgalia.

## Sukcesy
- Brązowy medal mistrzostw Łotwy: 2006